# Повразник
Повразні́к — село та муніципалітет в Банськобистрицькому окрузі Банськобистрицького краю Словаччини. Муніципалітет розташований на висоті 650 метрів і займає площу 3,345 км². Згідно з переписом населення 2011 року в Повражнику проживало 154 жителі, з них 143 словаки і один росіянин. 10 мешканців не надали інформації про національну приналежність. 102 мешканці сповідували віру Євангелічної церкви та 26 мешканців — римо-католицької. 10 жителів були неконфесійними, а віросповідання 16 жителів було не визначеним. Станом на 2021 рік в селі проживало 144 людини.

## Історія
В історичних документах село вперше згадується у 1424 році. Село було частиною маєтку замку Ліпч, який того ж року було подаровано в судовому порядку Барбарі фон Циллі, другій дружині імператора Сигізмунда. Село завдячує своєю назвою виробникам канатів, які доставляли свою продукцію на рудники недалеко від Лібетена та Альтгебірга. З 1465 по 1848 Повразнік був підлеглим селом тодішнього вільного гірського міста Лібетен. У 1828 р. тут було 20 будинків та 156 жителів, зайнятих землеробством, скотарством та лісових робітників, після заснування металургійного заводу в Подбрезові вони також працювали там.
До 1918 року село в повіті Золь належало Угорському королівству, а потім перейшло до Чехословаччини, а згодом до Словаччини.

## Населення
| Рік:            | 1994. | 2004.   | 2014.   | 2024.   |
| --------------- | ----- | ------- | ------- | ------- |
| Кількість осіб: | 154   | 146     | 138     | 142     |
| Різниця:        |       | -5,19 % | -5,47 % | +2,89 % |

| Рік:            | 2023. | 2024.   |
| --------------- | ----- | ------- |
| Кількість осіб: | 139   | 142     |
| Різниця:        |       | +2,15 % |